# Kaiwan Fluctus
Il Kaiwan Fluctus è una struttura geologica della superficie di Venere.